# 시티 하스마
시티 하스마(말레이어: Siti Hasmah, 1926년 7월 12일~)는 말레이시아 제4대 및 제7대 총리 마하티르 빈 모하맛의 부인이다. 그녀는 1981년 7월부터 2003년 10월까지, 그리고 2018년 5월부터 2020년 3월까지, 거의 24년 동안 말레이시아 총리의 부인 역할을 하였다. 그녀는 이 역할 중 가장 오래 살아 있는 사람이다.

## 생애

### 어린시절과 교육
시티 하스마는 1926년 7월 12일 셀랑고르 클랑에서 말레이시아 네게리 셈빌란 출신의 미낭카바우 혈통의 은퇴한 말레이계 의사로 태어났다. 시티 하스마의 아버지 하지 모드 알리는 정부 관리였고, 어머니 하자 시티 카티야 빈티 아마드는 주부였다.
10명의 남매 중 6번째인 시시 하스마는 말레이시아의 발전에 크게 기여한 가문 출신이었는데 그녀의 형 이스마일 모하메드 알리는 1962년부터 1980년까지 네가라 말레이시아 은행의 2번째 총재를 역임했으며, 페르모달란 나시오날 베르하드(PNB)의 초대 회장을 역임했다. 또 다른 형제인 모하메드 하심 모드 알리 장군은 1987년부터 1992년까지 국방군 참모총장직을 역임했다. 또한, 그녀의 오빠 아마드 라잘리 모드 알리는 셀랑고르의 제10대 멘테리 베사르였으며, 그녀의 여동생 살레하 모드 알리는 UMNO 설립에 중요한 역할을 했으며 말레이시아 의료계에서 저명한 인물이었다.
시티 하스마는 SMK 세인트에서 학교를 다녔다. 메리였는데 그녀는 싱가포르 말라야 대학교에서 MBBS 학위를 받았다. 그녀는 싱가포르의 킹 에드워드 7세 의과대학(현재의 용루린 의과대학)에서 의학 과정에 등록한 최초의 말레이 여성 중 한 명이었다.

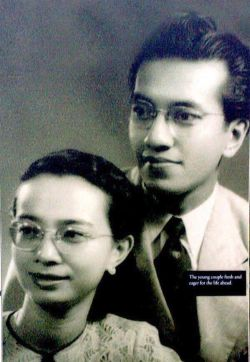
시티 하스마와 마하티르의 젊었을 때 사진

1955년에 그녀는 당시 싱가포르에 위치한 말라야 대학교 의과대학에서 의학 박사로 졸업했다. 그녀는 이후 정부 의료 서비스에 합류했는데 그녀는 당시 말라야에서 최초의 말레이 여성 의사 중 한 명이었다.
시티 하스마는 1965년 말레이시아에서 최초로 모자보건부에서 의료 책임자로 근무한 여성으로서 보건부에서 여러 차례 1등을 차지했다. 1966년, 그녀는 미시간 대학교 공중보건대학원에서 공중보건 자격증 프로그램에 참석했다.
1974년, 그녀는 케다에서 국가 모자보건 책임자로 임명된 최초의 여성이었다. 시티 하스마는 재임 기간 동안 영아 사망률을 1,000명당 75명에서 6명으로 줄이는데 성공했다.
그녀는 말레이시아에서 가정의학과 임신 및 출산과 관련된 사회경제적 요인에 관한 여러 논문의 저자이기도 했는데 또한, 시티 하스마는 말라야 대학교 치의학부에서 강사로 일한 적이 있었다.
그녀는 총리의 부인으로서의 지위를 이용하여 여성 건강, 가족 계획, 약물 남용 통제 및 성인 문해 교육을 위해 끊임없이 캠페인을 전개했다.

### 명예 호칭 시절

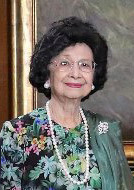

2003년 10월 31일 시티 하스마는 그녀의 남편 마하티르와 함께 양 디 페르튜안 아공에 의해 "툰(Tun)"이라는 가장 높은 명예 호칭을 수여받았다. 친근한 성격으로 알려진 그녀는 고양이 애호가이자 음악 애호가이다.

## 수상 및 표창

### 명예
- 말레이시아의 명예
  - 말레이시아 :
    - 말레이시아 왕실 충성 훈장 대사령관 (SSM) – Tun (2003)
    - 왕국 수호 훈장 장교 (KMN) (1975)

  - 케다:
    - 케다 왕가 충성 훈장 기사 그랜드 동반자 (SSDK) - 다토 세리 (1983)
    - 케다 왕관 훈장 동반자 (SMK) (1971)
    - 케다 주 공로 훈장 (PCK)

  - 말라카 :
    - 말라카 최고 훈장 및 훈장 기사 대사령관 (DUNM) - 다툭 세리 우타마 (2003)

  - 페낭:
    - 국가수비훈장 기사 대사령관 (DUPN) - 다토 세리 우타마 (2003)

  - 사바 :
    - 키나발루 훈장 대사령관 (SPDK) – 다툭 세리 팡리마 (1994)

  - 사라왁:
    - 호른빌 사라왁(DA) - 다툭 아마르(1995) 별 훈장 기사 작위

  - 셀랑고르 :
    - 셀랑고르 왕관 훈장 기사 대사령관 (SPMS) - 다틴 파도카 세리 (1994, 2017년 복귀
    - 셀랑고르 왕관 훈장 기사 사령관 (DPMS) - 다틴 파도카 (1983, 2017년 복귀)

### 수상 경력
시티 하스마는 평생 공공 서비스, 자원봉사, 공중 보건, 문해력, 약물 남용 통제 분야에서의 리더십으로 수많은 상을 수상했다.
1988년 1월 21일, 그녀는 아시아 태평양 공중보건 컨소시엄으로부터 카즈에 맥라렌 상을 수상했다.
1991년, 말레이시아 케방산 대학교는 그녀에게 명예 의학 박사 학위를 수여했으며, 1992년에는 아일랜드 왕립 의과대학에서 명예 공중 보건 박사 학위를 수여했습니다.
1994년, 그녀는 두 개의 명예 박사 학위를 받았는데 5월에 인디애나 대학교 블루밍턴에서 명예 인도 문학 박사 학위를 받았고, 8월에 캐나다 브리티시컬럼비아주 빅토리아 대학교에서 명예 법학 박사 학위를 받았다.
1995년 8월 18일, 시티 하스마흐는 말라야 대학교에서 여성의 대의를 옹호하는 데 있었는데 엄청난 공헌을 한 공로로 명예 교육 박사 학위를 받았다.
1996년 7월 8일, 시티 하스마는 말레이시아 소아과 협회로부터 저명한 소아과 및 아동 건강 공로상을 수여받았다.
2002년 8월 15일, 시티 하스마는 말레이시아 공인 마케팅 협회로부터 첫 여성 수상자로서 명예 동반자 상을 수상했다.
2003년 8월 28일, 말레이시아 사라왁 대학교(Universiti Malaysia Sarawak, Unimas)는 특히 농촌 의료와 여성 역량 강화에 크게 기여한 시티 하스마에게 명예 과학 박사 학위를 수여했다.
2004년 1월 15일, 시티 하스마는 명예 사회복지 철학 박사 학위를 받았고, 그녀의 남편 마하티르는 명예 문학 박사 학위를 받았다.
2004년 2월 14일, 시티 하스마는 20년 넘게 국가 및 지역사회 발전에 헌신한 공로를 인정받아 2003년 펠로우 인탄 어워드를 수상했다.
2004년 6월 20일, 말레이시아 올림픽 위원회가 그녀에게 2004년 여성 및 스포츠 상을 수여하면서 시시 하스마는 말레이시아 스포츠에 대한 공헌으로 많은 인정을 받았다.
2005년 4월 27일, 시티 하스마는 국제 화장품 회사 에이본으로부터 이부 이돌라(이상적인 어머니)로 선정되었다.
2006년 5월 15일, 시티 하스마는 키와니스 국제 재단이 수여하는 최고 공로상인 힉슨 펠로우십 상을 받고 기분 좋게 놀랐다.
2009년 10월 3일, 시티 하스마는 국가 발전에 기여한 공로로 말레이시아 멜라카 대학교(UTeM)로부터 명예 박사 학위를 받았으며, 마하티르도 같은 영예를 받았다.
2018년 10월 7일, 페르다나 대학교는 여성과 지역사회 발전에 기여한 공로로 그녀에게 명예 철학 박사 학위를 수여했다.
2018년 11월 13일, 시티 하스마는 싱가포르 국립대학교(NUS)로부터 "전 세계 여성을 개척하고 영감을 주는 글로벌 아이콘"으로 인정받아 우수 동문 봉사상을 수상했는데 동시에 싱가포르는 시티 하스마와 마하티르의 공식 방문을 기리기 위해 난초 잡종인 "덴드로비움 마하티르 시티 하스마"라는 이름을 붙였다.
2018년 12월 29일, 시티 하스마는 말레이시아 통합 원주민당(베르사투) 총회에서 당 대표 마하티르의 성공에 기여한 공로를 인정받아 토코 스리칸디 네가라 상을 수상했습니다. 그녀는 이 상의 첫 번째 수상자였으며, 그녀의 아들 무크리즈 마하티르가 이 상을 대신 수상했습니다.
2019년 7월 16일, 그녀는 말레이시아의 공중 보건 부문, 특히 의료 및 사회 조직에서의 리더십과 문해력 및 약물 남용 통제에 대한 노력으로 아시아 인적 자원 개발 어워드에서 평생 공로상을 수상하는 영예를 안았다.
2019년 8월 21일, 시티 하스마는 국가 건설, 여성 건강, 가족 계획, 약물 남용 통제 및 국가 통합에 기여한 공로로 아시아 전략 및 리더십 연구소(ASLI)로부터 이부 네가라(국가의 어머니) 상을 수상했다.
2020년 12월 18일, 그녀는 노나 매거진으로부터 영감을 주는 여성 인물로서의 영향력을 인정받아 노나 슈퍼우먼 어워드 2020을 수상했다.
또한, 말레이시아 에이즈 재단은 1996년에 말레이시아에서 HIV/AIDS 인식과 예방에 중요한 영향을 미친 개인과 단체를 표창하기 위해 Dr Siti Hasmah 상을 제정했는데 2004년 3월, 말레이시아 농업 연구 개발 연구소(Mardi)는 시티 하스마를 기리기 위해 새로운 난초 잡종을 도입했다.